# Gehren
Gehren ist ein Ortsteil der Stadt Ilmenau im Ilm-Kreis in Thüringen. Er liegt etwa acht Kilometer östlich von Ilmenau im Tal der Wohlrose zwischen dem Thüringer Wald im Südwesten und dem das Thüringer Schiefergebirge einleitenden Langen Berg im Südosten. Heute ist Gehren der Sitz der Landeswaldarbeiterschule Thüringens, an der Förster ausgebildet werden.
Gehren war bereits seit dem Mittelalter Amtssitz. Von dort aus wurde der südöstliche Teil des heutigen Ilm-Kreises um die Orte Langewiesen, Gehren und Großbreitenbach verwaltet, der einst zur Schwarzburg-Sondershäuser Oberherrschaft gehörte. Verwaltungssitz war das 1997 abgerissene Amtshaus. Gegen Ende des 19. Jahrhunderts setzte in Gehren die Industrialisierung ein und einige größere Fabriken, wie z. B. das Sägewerk am Bahnhof entstanden und der Ort entwickelte sich zur Stadt.

## Geografie
Gehren liegt am Nordostrand des Thüringer Waldes etwa acht Kilometer östlich von Ilmenau. Südöstlich der Stadt beginnt bereits das Thüringer Schiefergebirge, während sich nördlich die Hügel des Paulinzellaer Buntsandsteinlandes erstrecken. Gehren liegt an der Mündung der Schobse in die Wohlrose, einem Nebenfluss der Ilm. Zudem verläuft als westliche Grenze zu Langewiesen die Lohme. Nördlich Gehrens zwischen der Ilm und der Wohlrose erstreckt sich eine ebene Heidefläche, in der das Gehrener Feuchtgebiet, eines der größten natürlichen Feuchtgebiete im Bereich des Thüringer Waldes liegt. Nahe an Gehren liegen hierbei der Heideteich und die Löschwasserteiche, etwas weiter nördlich der Seerosenteich und nordöstlich der Stadt die Zweizapfenteiche und die Sorger Teiche. Das Feuchtgebiet liegt in etwa 450 Metern Höhe und steht unter Naturschutz.
Während nördlich Gehrens kaum Erhebungen in der Gemarkung liegen, ist der Süden der Fläche durch Mittelgebirge geprägt. Westlich Gehrens liegt der Große Tragberg (588 m), südlich auf der anderen Seite der Lohme der Hexenstein (659 m), noch weiter südlich nach dem Tal der Schobse der Brandkopf (727 m) und weiter Richtung Thüringer Wald der Steinberg (758 m) als höchster Punkt der Stadtgemarkung. Nach dem Tal der Wohlrose folgt südlich des Ortes bereits in der Möhrenbacher Gemarkung der Silberberg (771 m), der namensgebend für den Tunnel Silberberg ist. Von Gehren nach Süden erstreckt sich ein weites Tal nach Möhrenbach. Südöstlich Gehrens liegt das Massiv des Langer Berges, der den Übergang zum Thüringer Schiefergebirge markiert und 808 Meter hoch ist. Er ist auch der Namensgeber der Gehrener Verwaltungsgemeinschaft. Östlich von Gehren liegt ein leicht zu durchquerender Übergang nach Königsee vom Einzugsgebiet der Ilm zum Einzugsgebiet der Saale, über den schon seit früher Zeit Handelswege verliefen. Heute nimmt die Bundesstraße 88 diese Route.
Der Norden, der Südwesten und der Südosten der Gemarkung sind bewaldet, dazwischen befinden sich entlang der Täler Feuchtwiesen und Weideflächen mit offener Landschaft.
Geologisch liegt Gehren am Schnittpunkt dreier Regionen und in einer Störungszone, sodass sich ein vielfältiges geologisches Profil ergibt. Nach Südwesten liegt der Thüringer Wald (Porphyr), nach Norden das Paulinzellaer Buntsandstein-Hügelland und nach Südosten das Thüringer Schiefergebirge (Schiefer).
Während der ursprüngliche Ortskern recht bescheidene Ausmaße hatte, dehnte sich Gehren ab dem 19. Jahrhundert vor allem nach Nordosten aus, da hier die Bahnlinie verlief und genügend ebene Flächen zur Ansiedlung von größeren Fabriken bereitstanden. Später entstanden auch im Westen und im Südosten Wohnviertel. Auch entlang der Täler der Schobse und Wohlrose nach Südwesten und Süden dehnte sich die Stadt aus.

## Geschichte
Die Wasserburg Gehren wurde bereits 1118 als stabiler Verteidigungskomplex erwähnt. Im 14. Jahrhundert war sie im Besitz der Herren von Berlstedt und gelangte 1464 an die Grafen von Schwarzburg-Sondershausen.

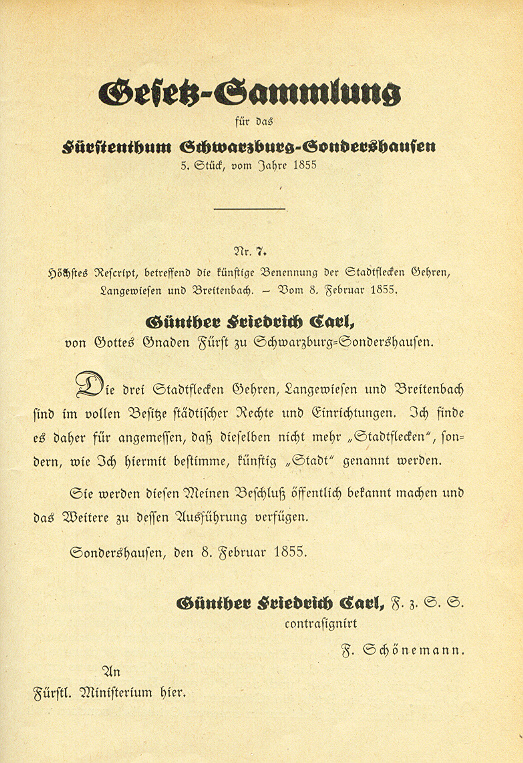
Stadtrechts-Urkunde von 1855

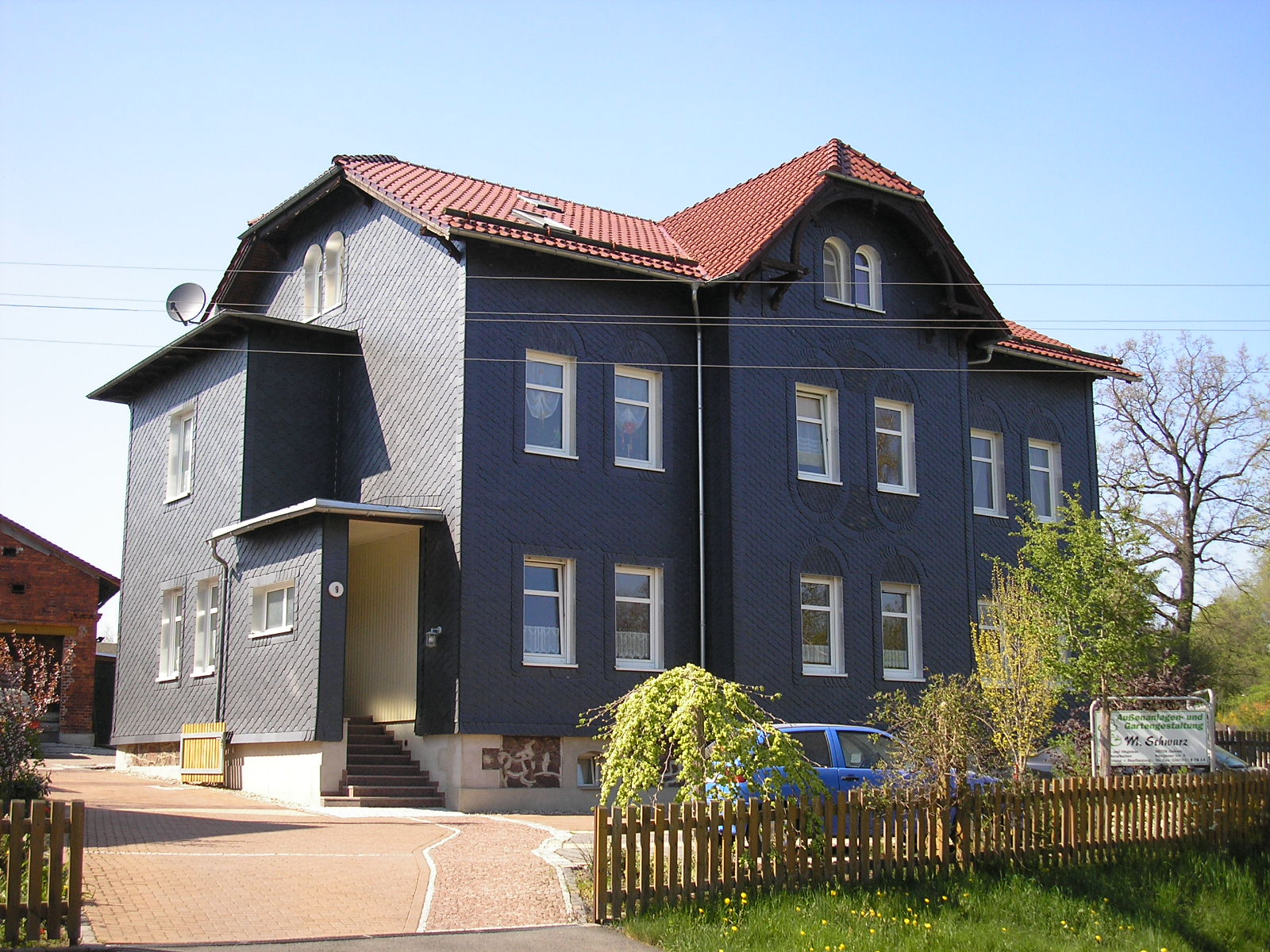
Haus mit klassischer Schieferverkleidung, typisch für Gehren

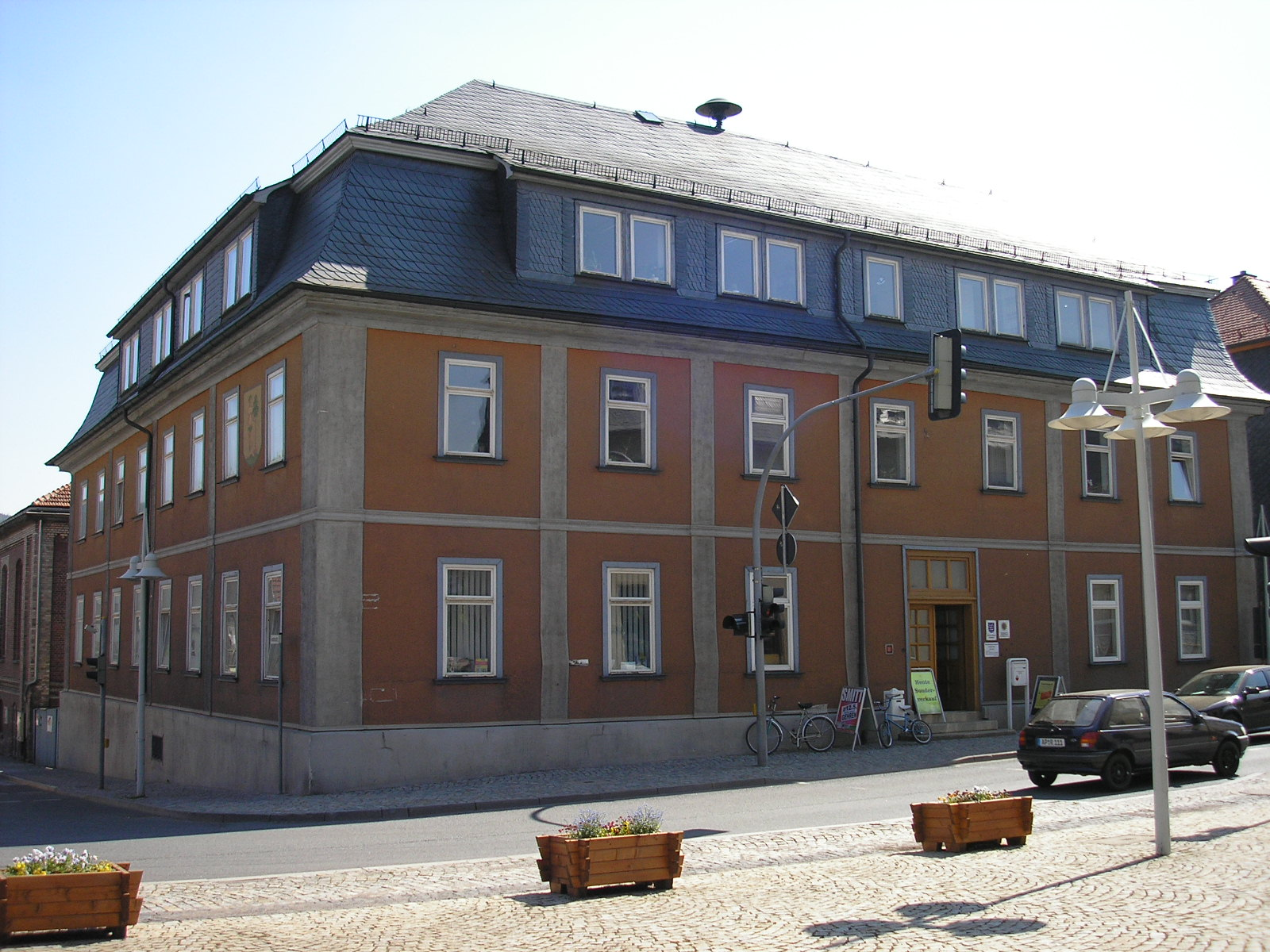
Rathaus (vor der Sanierung)

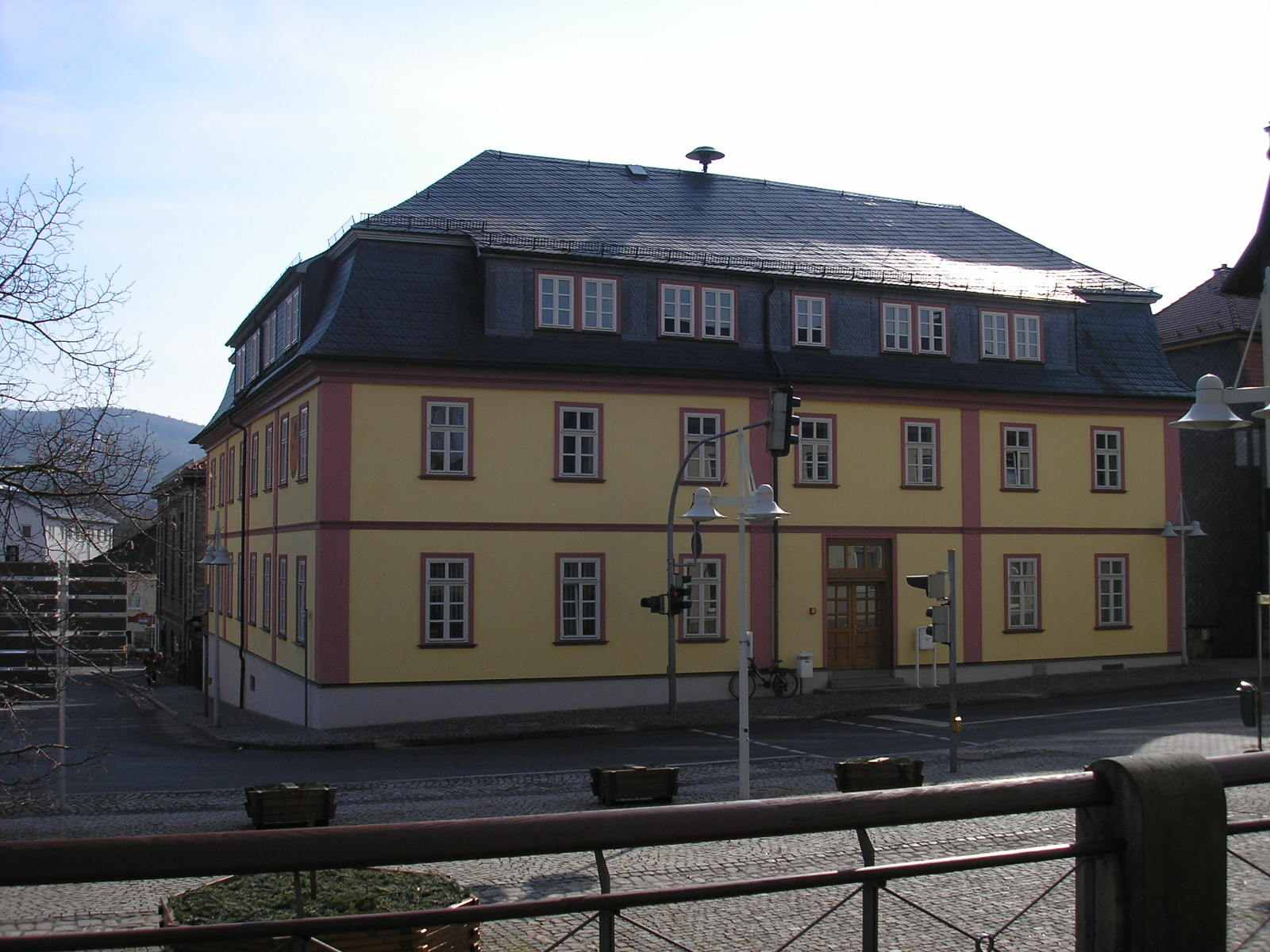
Rathaus (nach der Sanierung)

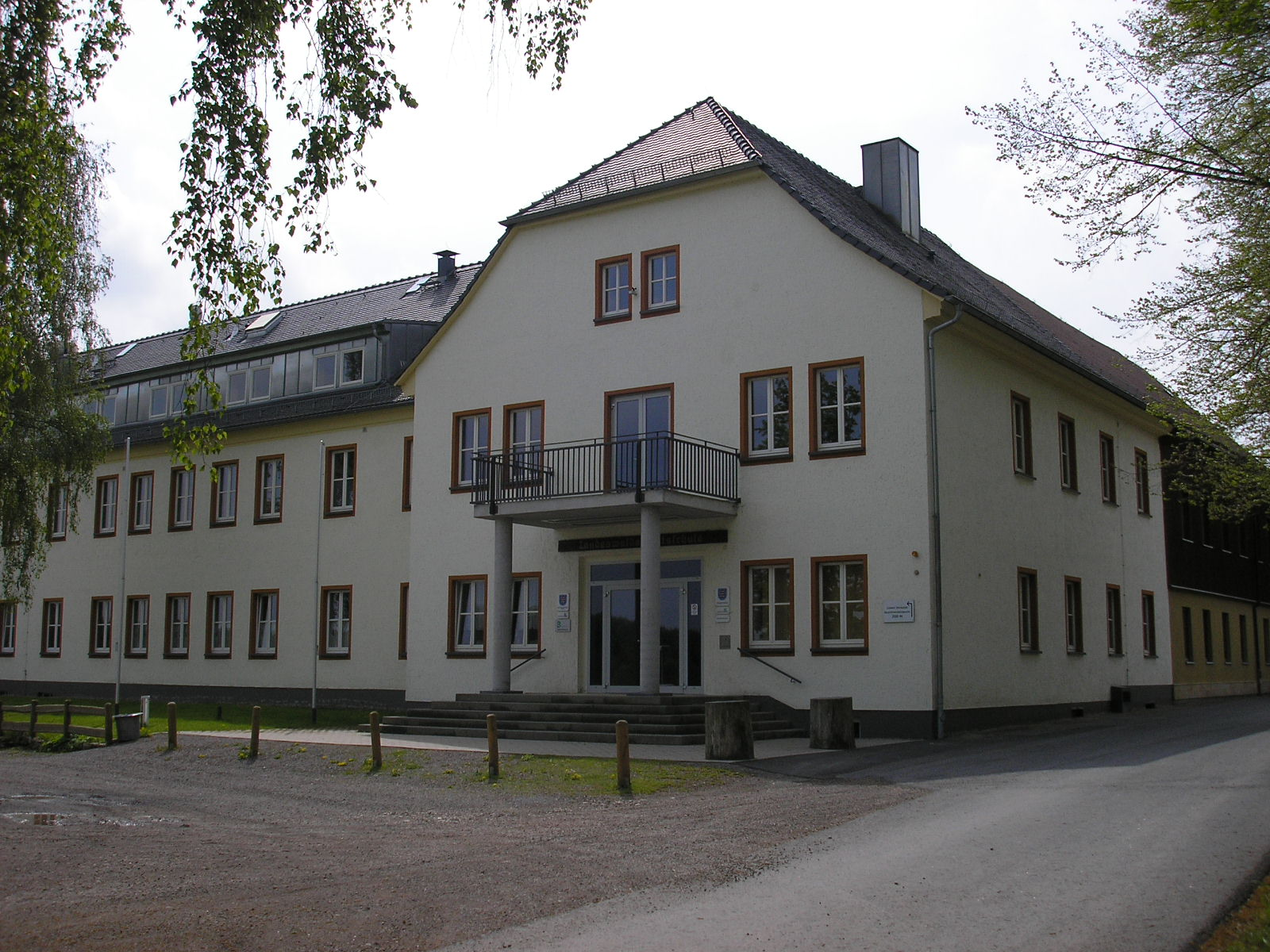
Forstliches Bildungszentrum

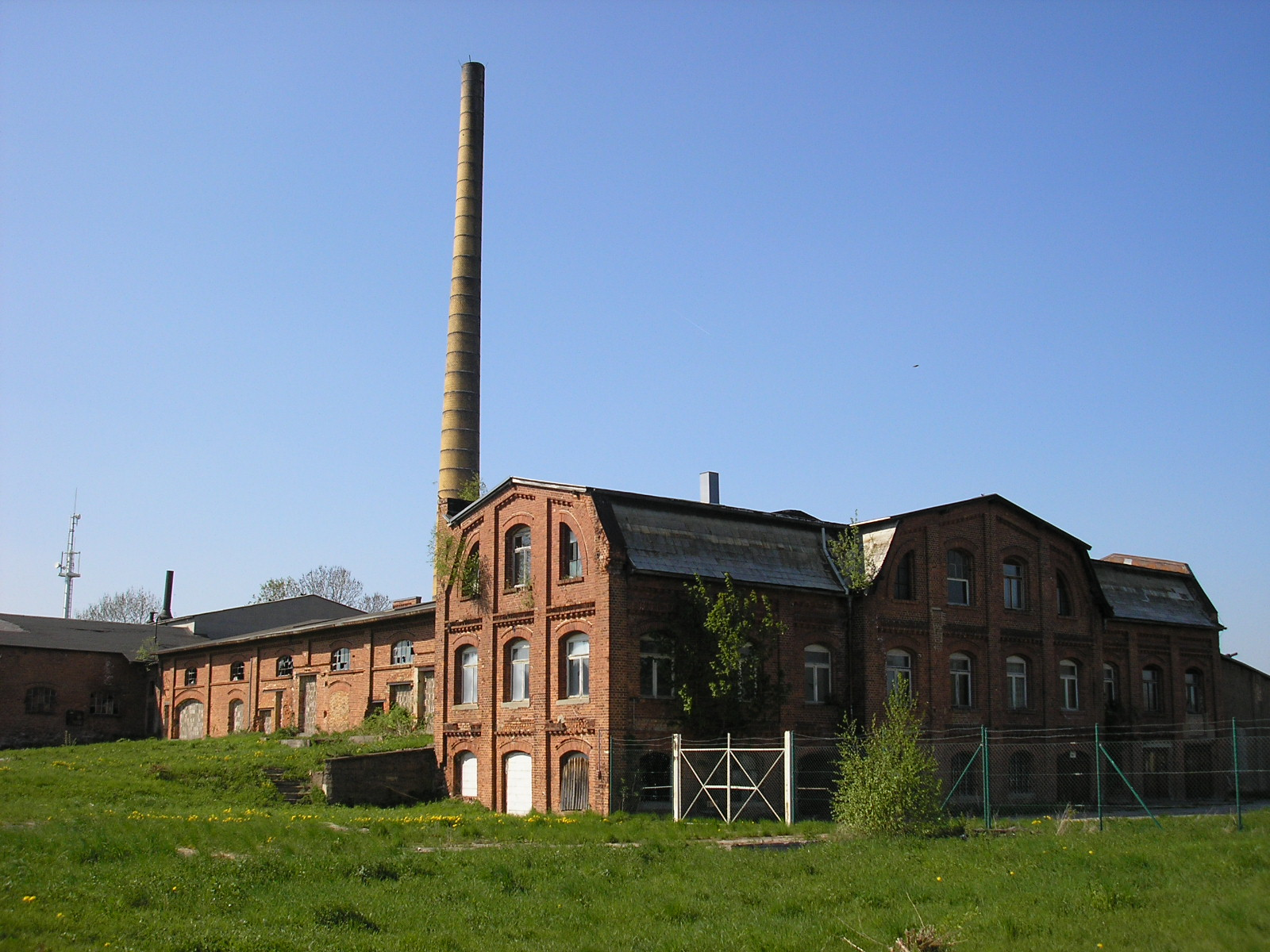
Holzwerk (altes Fabrikgebäude)

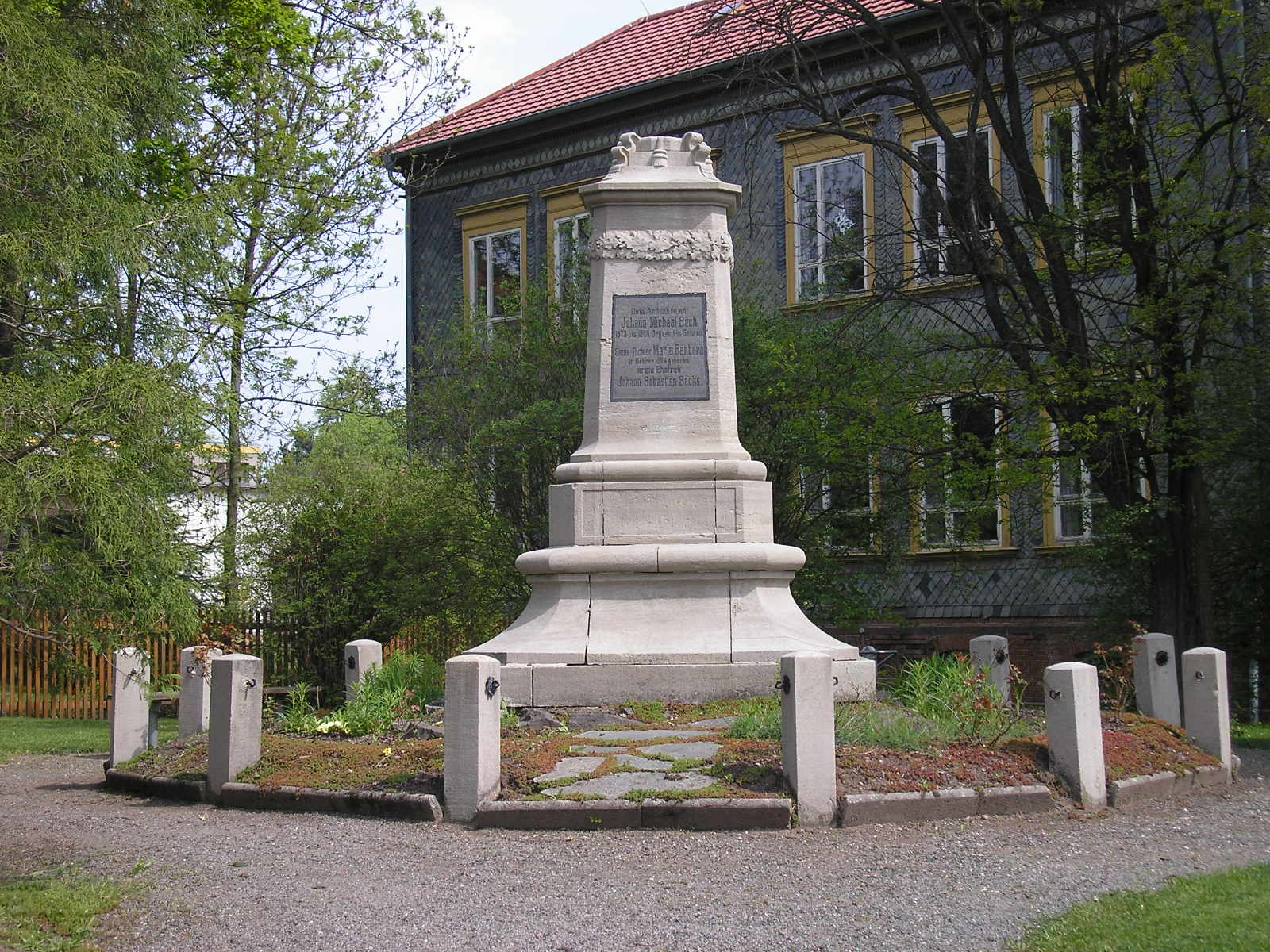
Denkmal zu Ehren von Johann Michael Bach

Die erste urkundliche Erwähnung Gehrens stammt aus dem Jahr 1299. Verschiedene Quellen sprechen auch von einer Ersterwähnung im Jahr 1105, auf deren Basis auch die im Jahr 1955 durchgeführte 850-Jahr-Feier beruhte. Der Name leitet sich von Gern für dreieckiges Flurstück ab. Damit könnte das von Schobse und Wohlrose eingeschlossene Flurstück gemeint sein. Der Ort entwickelte sich rings um den Wartturm, der zur Bewachung einer Handelsstraße diente. Mit der Sicherung dieser Handelsstraße wurde die Familie von Bernstedt aus Jesuborn belehnt. Sie durfte Tribut kassieren und diesen behalten. Lehnsherren waren die Grafen von Gleichen. Später wurde aus dem Wartturm über mehrere Zwischenschritte das Gehrener Schloss, welches am 11. September 1933 abbrannte und nicht wieder aufgebaut wurde. Seine Ruinen sind heute noch im Schlosspark zu sehen. Diese Ruinen lassen immer noch die alte Bebauung der Wasserburg erkennen. 1399 erhielt Graf Günther XXVIII. von Schwarzburg das Amt Gehren als Lehen vom deutschen König Wenzel. Schließlich kauften die Schwarzburger das Amt Gehren im Jahr 1464 für 300 Rheinische Gulden von der Familie von Bernstedt. Bis zum Jahr 1599 folgten mehrere Verkäufe der Stadt. Seitdem war sie jedoch immer im Besitz der Schwarzburger. Im 15. Jahrhundert wurde die erste Eisenhütte Gehrens auf dem Günthersfeld errichtet, in der das in der Nähe geförderte Eisenerz verarbeitet wurde. Sie wurde im Laufe ihres Bestehens mehrfach vergrößert (u. a. kam im 18. Jh. der Hohe Ofen hinzu) und diente zuletzt als Porzellanfabrik. Zu einem Aufstand der Gehrener Bauern kam es am 23. April 1525 im Rahmen des Bauernkrieges. Dabei waren sie u. a. auch an der Plünderung des Klosters Paulinzella und an der Belagerung Stadtilms beteiligt. Die Reformation wurde in Schwarzburg und damit auch in Gehren 1533 eingeführt. 1549 wird Gehren zum ersten Mal als Stadtflecken bezeichnet.
In den Jahren 1625 und 1635 wütete die Pest in Gehren und forderte insgesamt 318 Todesopfer. Zu Plünderungen kam es während des Dreißigjährigen Krieges im Mai 1640. Dabei wurden 34 Häuser niedergebrannt. Die Dorfbewohner flohen und lebten daraufhin für acht Wochen im Wald nahe der Stadt. Plünderungen – allerdings in geringerem Umfang – fanden auch 1756 während des Siebenjährigen Krieges statt.
Am 7. September 1749 wurden bei einem schweren Ortsbrand 90 Wohngebäude zerstört. Eine Seuchenepidemie kostete 1772 113 Bürger das Leben. Das Gehrener Schloss brannte 1796, jedoch hielten sich die Schäden im reparablen Bereich. Die klassizistische Kirche Gehrens wurde 1834 eingeweiht. Ihre Baukosten beliefen sich auf 18.000 Taler, ihr Turm ist 27 Meter hoch. Im selben Jahr wurde auch eine erste Zeitung für das Amt Gehren gegründet, das Gehrener Bezirksblatt.
Im frühen 19. Jahrhundert herrschte in Gehren wirtschaftliche Not, was dazu führte, dass allein 1852 über 130 Menschen in die USA auswanderten. Der Ort bekam 1855 die Stadtrechte verliehen. Nachdem die Stadt 1881 einen Bahnanschluss nach Ilmenau erhalten hatte, setzte rasch ein starkes Wachstum der Industrie ein. Im Jahr 1883 kaufte der Eisenacher Theodor Degenring das unrentabel gewordene Hüttenwerk auf dem Günthersfeld auf und baute es zu einer Porzellanfabrik um, in welcher zeitweise über 400 Mitarbeiter beschäftigt waren. 1885 wurde das Sägewerk gegründet. Dem bisher letzte Großbrand in der Geschichte der Stadt im Jahr 1899 fielen 22 Häuser zum Opfer. Gehren gehörte bis 1920 zur Oberherrschaft im Fürstentum bzw. Freistaat Schwarzburg-Sondershausen, in dem es Amtssitz war. Zum Amt Gehren gehörten außer der Stadt noch die Orte Angstedt, Wümbach, Langewiesen, Oehrenstock, Jesuborn, Pennewitz, Willmersdorf, Gillersdorf, Großbreitenbach, Masserberg, Oelze, Altenfeld, Möhrenbach sowie die nördlich des Rennsteigs gelegenen Teile von Neustadt. 1922 wurde der Landkreis Arnstadt gegründet, zu dem das gesamte Amtsgebiet mit Ausnahme Katzhüttes gehörte.
Während des Zweiten Weltkrieges mussten 200 Frauen und Männer vorwiegend aus der Sowjetunion Zwangsarbeit verrichten: im Sägewerk Th. Kirsch & Söhne, in der Porzellanfabrik Günthersfeld, in der Firma Vorbrüggen & Co., in der Lack- und Farbenfabrik Wiesel und im Glashüttenwerk Wiegand & Schmidt.
1952 wurde aus dem südlichen Teil des Kreises Arnstadt, zu dem Gehren dann gehörte, der Kreis Ilmenau gebildet. 1953 war Gehren der erste Ort des Kreises Ilmenau, in dem eine LPG gegründet wurde. 1994 ging der Kreis Ilmenau im Ilm-Kreis auf. Im selben Jahr wurde die Verwaltungsgemeinschaft Langer Berg gegründet, die ihren Sitz in Gehren hatte.
Seit dem 1. Juli 1950 gehörte das ein Kilometer östlich gelegene Dorf Jesuborn zur Stadt Gehren.
Am 31. Dezember 2013 wurde die Nachbargemeinde Möhrenbach eingemeindet und somit die Landgemeinde Gehren gebildet.
Die Landesregierung sprach sich erst für eine Fusion mit der Verwaltungsgemeinschaft Großbreitenbach aus, was der Stadtrat aber ablehnte. Am 6. Juli 2018 wurden die Verwaltungsgemeinschaft Langer Berg und die Landgemeinde Gehren aufgelöst und mit weiteren Gemeinden in die Stadt Ilmenau eingemeindet.

### Einwohnerentwicklung
Werte ab 1994: Daten jeweils zum 31. Dezember des Jahres; Quelle: TLS
| Jahr | Einwohner |
| ---- | --------- |
| 1730 | 1024      |
| 1758 | 1090      |
| 1790 | 1104      |
| 1810 | 1205      |
| 1816 | 1355      |
| 1841 | 1725      |
| 1845 | 1820      |
| 1850 | 1813      |
| 1870 | 2140      |
| 1895 | 2384      |

| Jahr | Einwohner |
| ---- | --------- |
| 1900 | 2300      |
| 1910 | 2917      |
| 1912 | 2950      |
| 1920 | 3040      |
| 1925 | 3146      |
| 1930 | 3380      |
| 1935 | 3506      |
| 1940 | 3637      |
| 1945 | 4519      |
| 1950 | 4700      |

| Jahr | Einwohner |
| ---- | --------- |
| 1955 | 5260      |
| 1970 | 4928      |
| 1977 | 4756      |
| 1987 | 4500      |
| 1989 | 4235      |
| 1994 | 4049      |
| 1995 | 4127      |
| 1996 | 4173      |
| 1997 | 4091      |
| 1998 | 4070      |

| Jahr | Einwohner |
| ---- | --------- |
| 1999 | 3962      |
| 2000 | 3858      |
| 2001 | 3892      |
| 2002 | 3837      |
| 2003 | 3770      |
| 2004 | 3727      |
| 2005 | 3641      |
| 2006 | 3523      |
| 2007 | 3482      |
| 2008 | 3465      |

| Jahr   | Einwohner |
| ------ | --------- |
| 2009   | 3453      |
| 2010   | 3466      |
| 2011   | 3309      |
| 2012   | 3285      |
| 2013 1 | 3897      |
| 2014   | 3859      |
| 2015   | 3827      |
| 2016   | 3782      |
| 2017   | 3781      |
| 2019 2 | 2973      |

## Politik

### Ortsteilrat
Der Ortsteilrat für Gehren wurde erstmals zu den Kommunalwahlen in Thüringen am 26. Mai 2019 gewählt. Zuvor hatten seit der Eingemeindung nach Ilmenau die ehemaligen Mitglieder des Stadtrates von Gehren als Ortsteilräte fungiert.
Dem Ortsteilrat gehören 10 Mitglieder sowie der Ortsteilbürgermeister an.

### Bürgermeister / Ortsteilbürgermeister
Der Ortsteilbürgermeister von Gehren ist Michael Gohritz (Wählervereinigung Pro Bockwurst). Er setzte sich bei den 	Kommunalwahlen in Thüringen 2024 in der Stichwahl am 9. Juni 2024 durch. In der ersten Wahlrunde hatte es drei Bewerber gegeben.
Zuvor war von 1994 bis 2005 Hartmut Breternitz (CDU) Bürgermeister von Gehren, ehe von 2005 bis 2019 Ronny Bössel (FBG Gehren) folgte, zuletzt als Ortsteilbürgermeister. Bis zum Jahr 2011 war das Amt des Bürgermeisters hauptamtlich, seitdem wurde es ehrenamtlich ausgeführt.
Erstmals wurde am 26. Mai 2019 während der Kommunalwahl in Thüringen über einen neuen ehrenamtlichen Ortsteilbürgermeister für Gehren abgestimmt. Dieser ist seitdem nicht mehr gleichzeitig für die Ortsteile Jesuborn und Möhrenbach mit zuständig. Von den drei angetretenen Bewerbern konnte kein Kandidat mehr als die Hälfte der abgegebenen gültigen Stimmen auf sich vereinigen, so dass es am 11. Juni 2019 zu einer Stichwahl kam. Gewählt wurde dabei für eine fünfjährige Amtszeit Sabine Krannich (DIE LINKE). Ihr  Rücktritt  zum 30. September 2021 machte die Neuwahl des Ortsteilbürgermeisters notwendig, bei der sich Andreas Utnehmer (FBG – Freie Bürgergemeinschaft Gehren) am 16. Januar 2022 gegen einen Mitbewerber durchsetzte.

### Wappen
Blasonierung: „In Gold auf grünem Boden ein Wilder Mann mit Laubkrone und Laubschurz, in der linken Hand eine bewurzelte Fichte haltend.“
Der Wilde Mann dürfte die Abwandlung einer ursprünglich anderen Wappenfigur sein, denn das erste Siegel aus dem 16. Jahrhundert zeigt einen von rechts nach links schreitenden Mann mit hohem Hut und langem Rock, der einen Stab, wahrscheinlich den Schulzenstab, in der Hand hält. Die Wappenänderung erfolgte offenbar, um dem schwarzburgischen Fürstenhaus, das einen Wilden Mann als Schildhalter führte, für die Stadtrechtsverleihung 1855 Dankbarkeit zu bekunden. Die Fichte steht für den Holzreichtum der Umgebung und die einst bedeutende Holzindustrie Gehrens.

### Städtepartnerschaften
Mit Nidderau in Hessen besteht seit dem 1. September 1990 eine Städtepartnerschaft.

## Kultur und Sehenswürdigkeiten
Im Stadtkern hat sich das typische Ortsbild des Thüringer Waldes erhalten: rechts und links von schmalen Straßen stehen verschieferte Häuser eng aneinander.

### Kirche

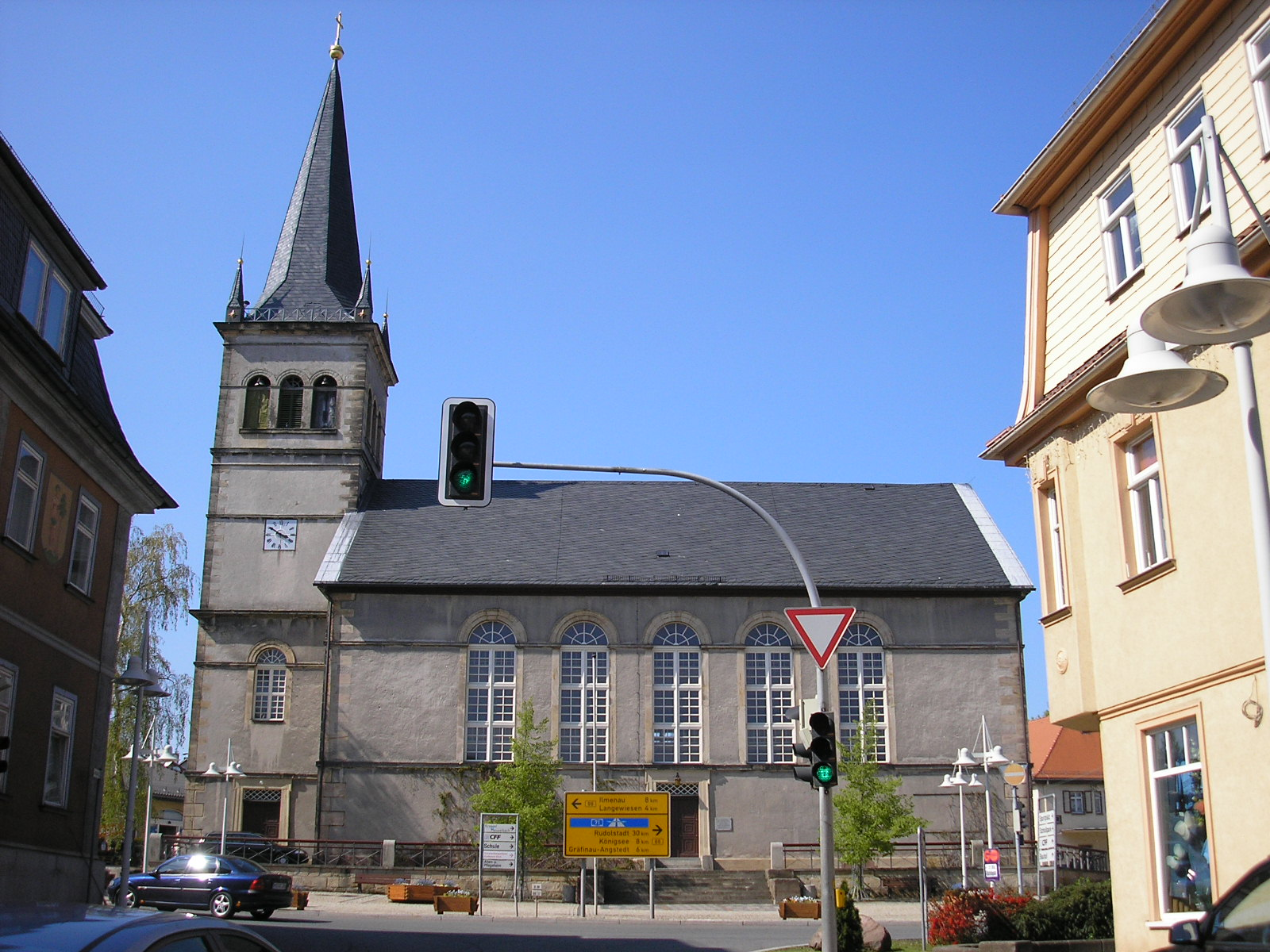
Kirche von Gehren

Im Ortszentrum liegt der Marktplatz. An seiner Nordseite steht die Stadtkirche, die dem heiligen Michael geweiht ist. Es handelt sich um eine große, klassizistische Emporenhalle mit flachen Decken in der Formensprache Karl Friedrich Schinkels. Errichtet wurde die Kirche zwischen 1830 und 1834 anstelle eines Vorgängerbaus aus dem Jahr 1521. Der Kanzelaltar der Kirche stammt von 1895, ebenso wie die Sauer-Orgel mit 23 Registern, die ein Instrument aus der Bach-Zeit ersetzte. Im Erdgeschoss des Turms liegt das Grab des Jesuborner Ritters Volkmar von Bernstedt aus dem Jahr 1597. Die drei bronzenen Kirchenglocken (darunter eine aus dem Jahr 1476) wurden 1917 eingeschmolzen und 1918 durch drei gusseiserne Glocken, die bis heute vorhanden sind, ersetzt. Als Gehren im 18. Jahrhundert anwuchs, wurde die Vorgängerkirche zu klein und es entstand bis 1729 eine neue Kirche in der Oberen Marktstraße westlich der alten. Diese neue Kirche wurde allerdings schon 1749 bei einem Brand zerstört, sodass nun wieder die alte Kirche am Markt genutzt wurde. Diese war jedoch noch immer zu klein, sodass 1830 mit dem Neubau der heutigen Kirche begonnen wurde. Am 4. November 1834 fand schließlich der Einweihungsgottesdienst statt. Der Turm hatte zunächst noch ein flaches Dach schinkelscher Formensprache, das 1868 durch die jetzige Turmspitze ersetzt wurde. Die Pfarrgemeinde von Gehren ist bereits seit der Einführung der Reformation im 16. Jahrhundert evangelisch. Zur Kirchgemeinde gehören neben der Kirche auch die Dorfkirchen von Jesuborn und Möhrenbach.

### Schloss

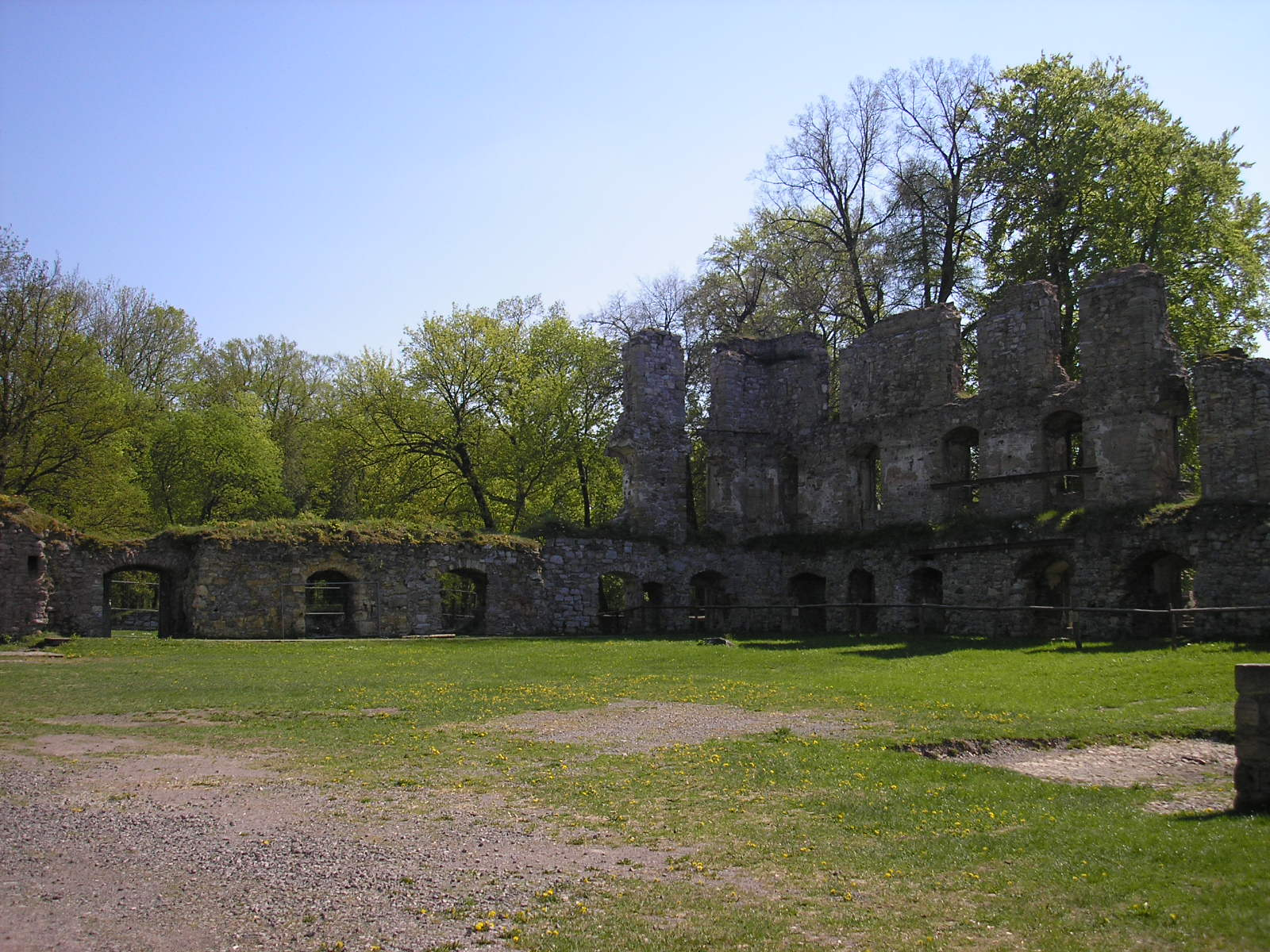
Schlossruine

Erste Gebäude (etwa in Form eines Wartturms) entstanden hier wahrscheinlich schon im 12. Jahrhundert an einer Handelsstraße von Erfurt nach Nürnberg. 1308 errichteten die Herren von Berlstedt hier einige weitere Gebäude (Nordflügel), die 1464 in den Besitz der Grafen von Schwarzburg übergingen. Sie errichteten in dieser Zeit den Südflügel. Ab 1574 wurde das Schloss im Stil der Renaissance ausgebaut und der Nord- mit dem Südflügel zu einem Baukörper vereinigt. Dazu wurden zum Teil Sandsteinquader aus dem aufgelassenen Kloster Paulinzella verwendet. Die Schlosskapelle entstand 1666. In der Folgezeit diente das Schloss als Jagd- und Sommerresidenz der Grafen und Fürsten von Schwarzburg-Sondershausen, Fürst Günther I. nutzte es sogar zwischen 1720 und 1740 als Residenz. 1918 ging es in Besitz des Landes Thüringen über und wurde überwiegend als Wohnhaus genutzt. Bei einem Brand am 11. September 1933 wurde das Schloss zerstört und in den Folgejahren größtenteils abgerissen, sodass nur noch Reste einiger Umfassungsmauern übrig sind. Zwischen 1997 und 2001 wurde die Ruine gesichert, teilweise restauriert und zugänglich gemacht. Umgeben ist sie vom weitläufigen Schlosspark im Stil eines englischen Gartens.

### Weitere Bauwerke
An der Südseite des Marktplatzes liegt das Rathaus, ein schlichter Barockbau, der im Jahr 2008 umfassend saniert wurde.
Auf dem Friedhof im Süden der Stadt steht eine Trauerhalle. Sie wurde zwischen 1897 und 1900 im neugotischen Stil durch den Gehrener Baumeister Domhardt errichtet. Sie stellt ein eindrucksvolles Zeugnis des Historismus dar, wobei die Innenraum-Ausmalung aus den Jahren 1921/22 stammt. Die Bleiglasfenster wurden allerdings 1945 durch US-amerikanischen Artilleriebeschuss bis auf eine Ausnahme zerstört. 2003 wurde die Trauerhalle restauriert.

## Wirtschaft und Infrastruktur

### Wirtschaft

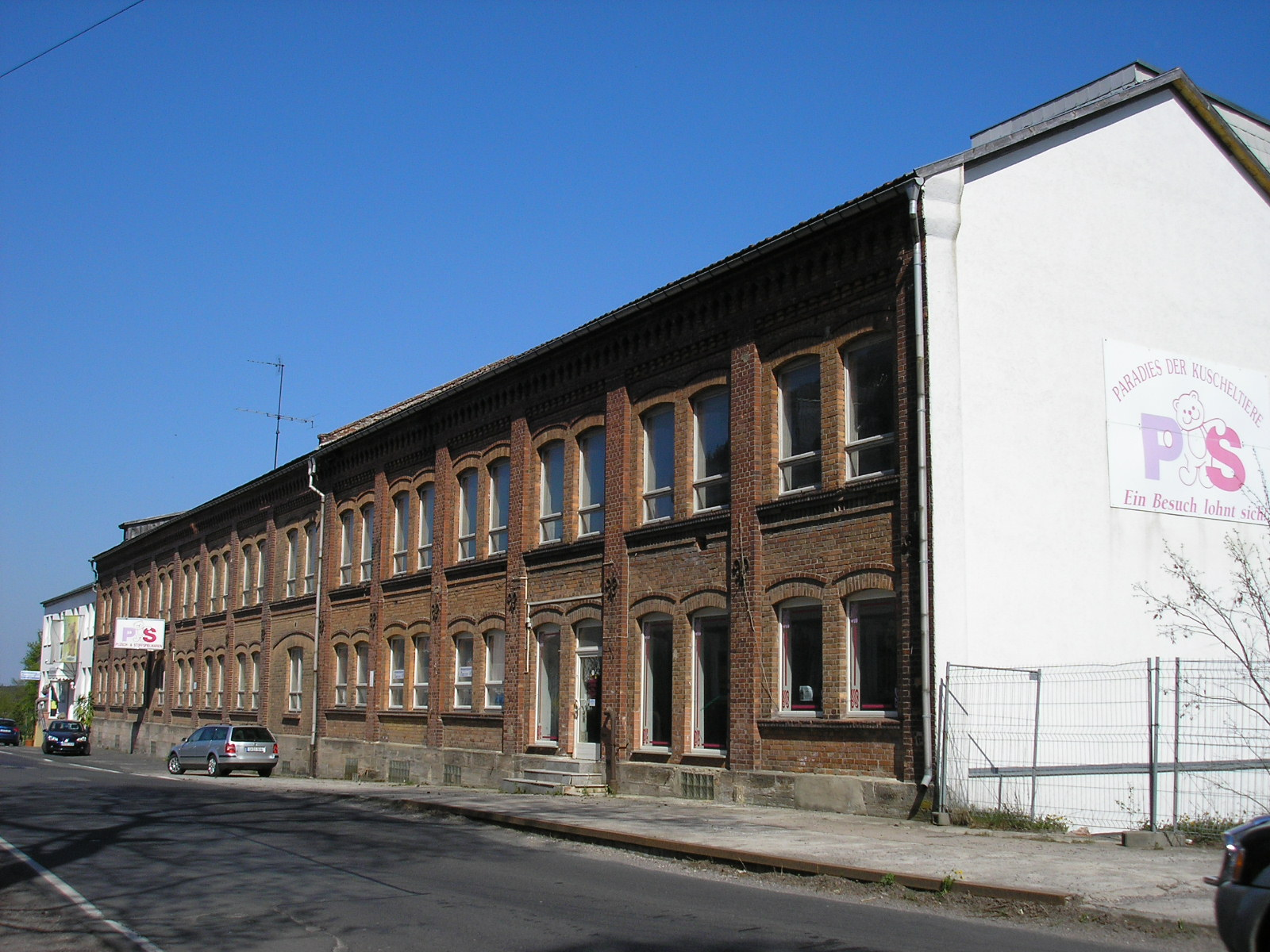
Plüschfabrik

Gehren war einst bedeutender Industrieort. Im Norden Gehrens befindet sich das Industriegebiet. Früher gab es in Gehren Glas-, Porzellan- und Holzindustrie. Das Gehrener Sägewerk war das größte der DDR. Gegründet wurde es jedoch schon um die Jahrhundertwende, damals unter dem Namen Kirsch mit zeitweise über 800 Mitarbeitern. Heute gibt es in Gehren verschiedene mittelständische Unternehmen, die sich im Gewerbegebiet im Norden der Stadt angesiedelt haben.
Bekannt wurde Gehren durch die Fabrikation von Plüschtieren. Die Plüschtierfabrik produziert auch heute noch. Seit 1990 konnte sie sich, im Gegensatz zu vielen anderen Betrieben, auf dem freien Markt behaupten. Allerdings wurde die langjährige Verkaufsstelle Ende 2011 geschlossen und Bestellungen sind gegenwärtig nur noch übers Internet möglich.
Größtes Unternehmen in Gehren ist heute die SZW Prophet GmbH, ein Automobilzulieferer mit 100 Mitarbeitern.

### Verkehr

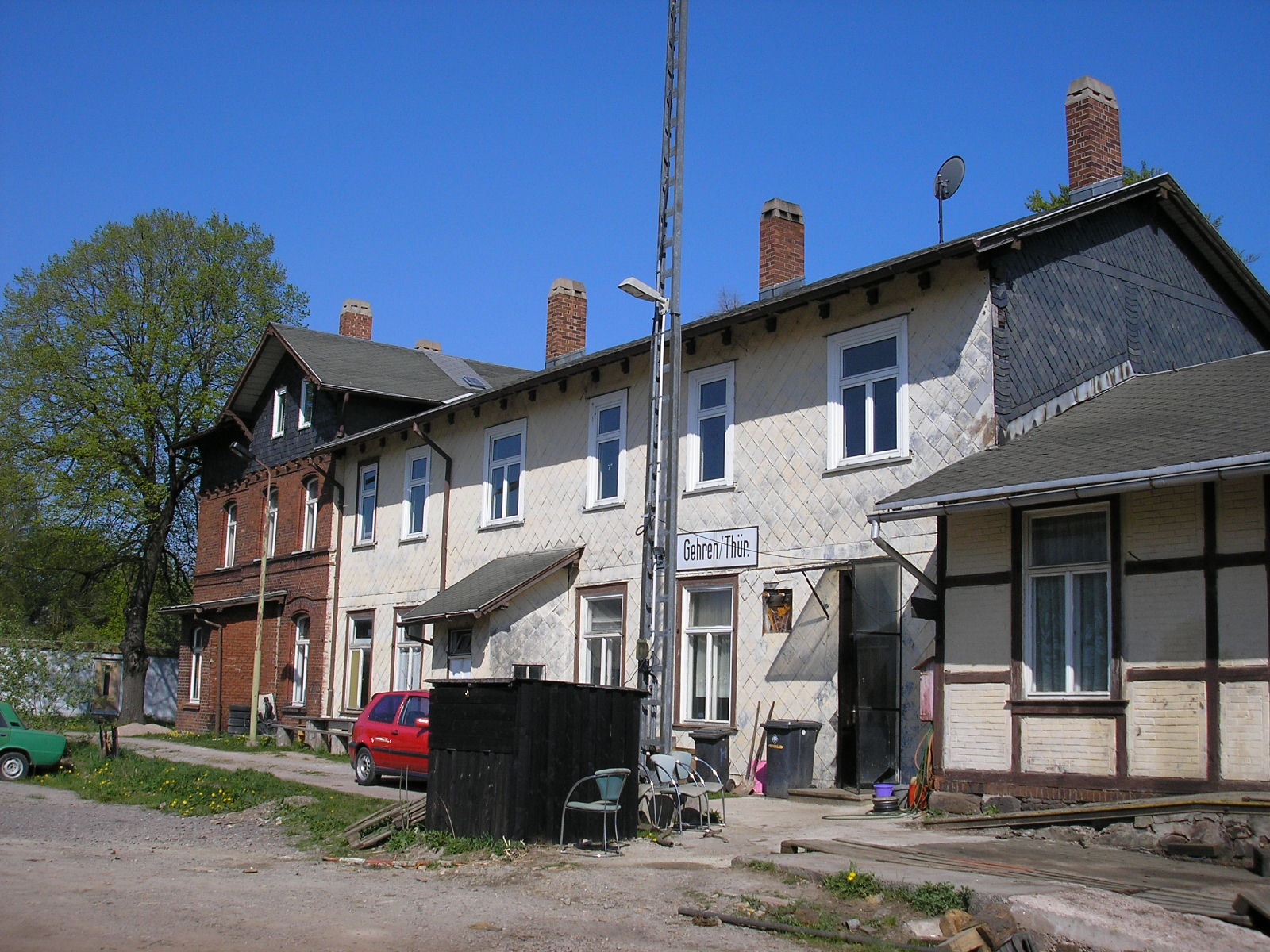
Ehemaliger Bahnhof Gehren (Thür)

Gehren liegt an der B 88 Ilmenau–Rudolstadt, für die im Bundesverkehrswegeplan 2030 eine Ortsumgehung im weiteren Bedarf vorgesehen ist. In Gehren wird sie von der Landesstraße 1047 Gräfinau-Angstedt–Großbreitenbach gekreuzt. Die Stadt ist in hohem Maße vom Durchgangsverkehr von der A 71 (Anschlussstelle Ilmenau-Ost) ins Schiefergebirge belastet, dabei ist die Ortsdurchfahrt von engen Straßen und Kreuzungen geprägt.
Von 1881 bis 1997 hatte Gehren einen Eisenbahnanschluss über die Bahnstrecke Ilmenau–Großbreitenbach. Auf dem Ortsgebiet lagen der Haltepunkt Gehren (Thür) Stadt im Westen und der Bahnhof Gehren (Thür) im Osten. Westlich von Gehren verlaufen die Tunnel Brandkopf, Tunnel Lohmeberg und Tunnel Tragberg der Schnellfahrstrecke Nürnberg–Erfurt.
Durch Gehren führen der Ilm-Rennsteig-Radweg und die Waldrandroute.

### Öffentliche Einrichtungen
Gehren ist Standort der Thüringer Landeswaldarbeiterschule, in der alle Förster des Landes ausgebildet werden.

## Persönlichkeiten

### Ehrenbürger
- Paul von Hindenburg (1847–1934), Generalfeldmarschall[18]

### Söhne und Töchter des Ortes
- Heinrich Balthasar Roth (1639–1689), Rechtswissenschaftler
- Maria Barbara Bach (1684–1720), Tochter von Johann Michael Bach und erste Frau von Johann Sebastian Bach
- Albrecht Höland (1810–1875), Instrumentenmacher und Politiker, Bürgermeister von Gehren
- Edmund Kirchner (1815–1894), Jurist und Landrat im Verwaltungsbezirk Gehren
- Carl Höland (1821–1881), Richter und Politiker
- Peter W. Schulze (1942–2020), Politikwissenschaftler

### Personen mit Bezug zum Ort
- Johann Michael Bach (1648–1694), Komponist; war Stadtschreiber in Gehren
- Helge Auleb (1887–1964), General der Infanterie
- Rudolf Hantschel (1927–2013), Glasgestalter
- Peter Smalun (1939–2023), Formgestalter, lebte viele Jahre in Gehren
- Udo Kier (* 1944), Schauspieler; kaufte 2008 das Schulhaus in Gehren